# Laccophilus
Laccophilus är ett släkte av skalbaggar som beskrevs av Leach 1815. Laccophilus ingår i familjen dykare.

## Bildgalleri

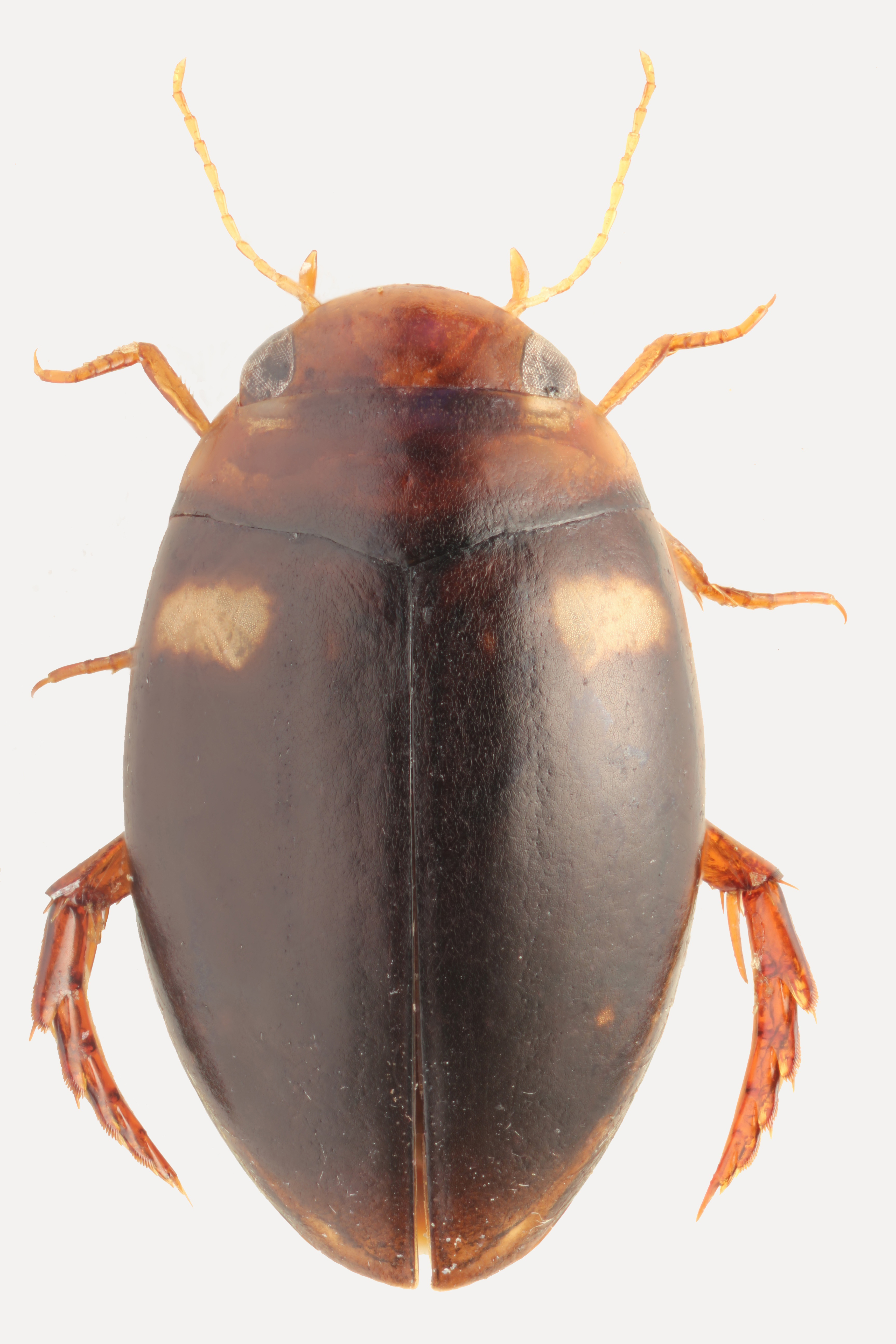
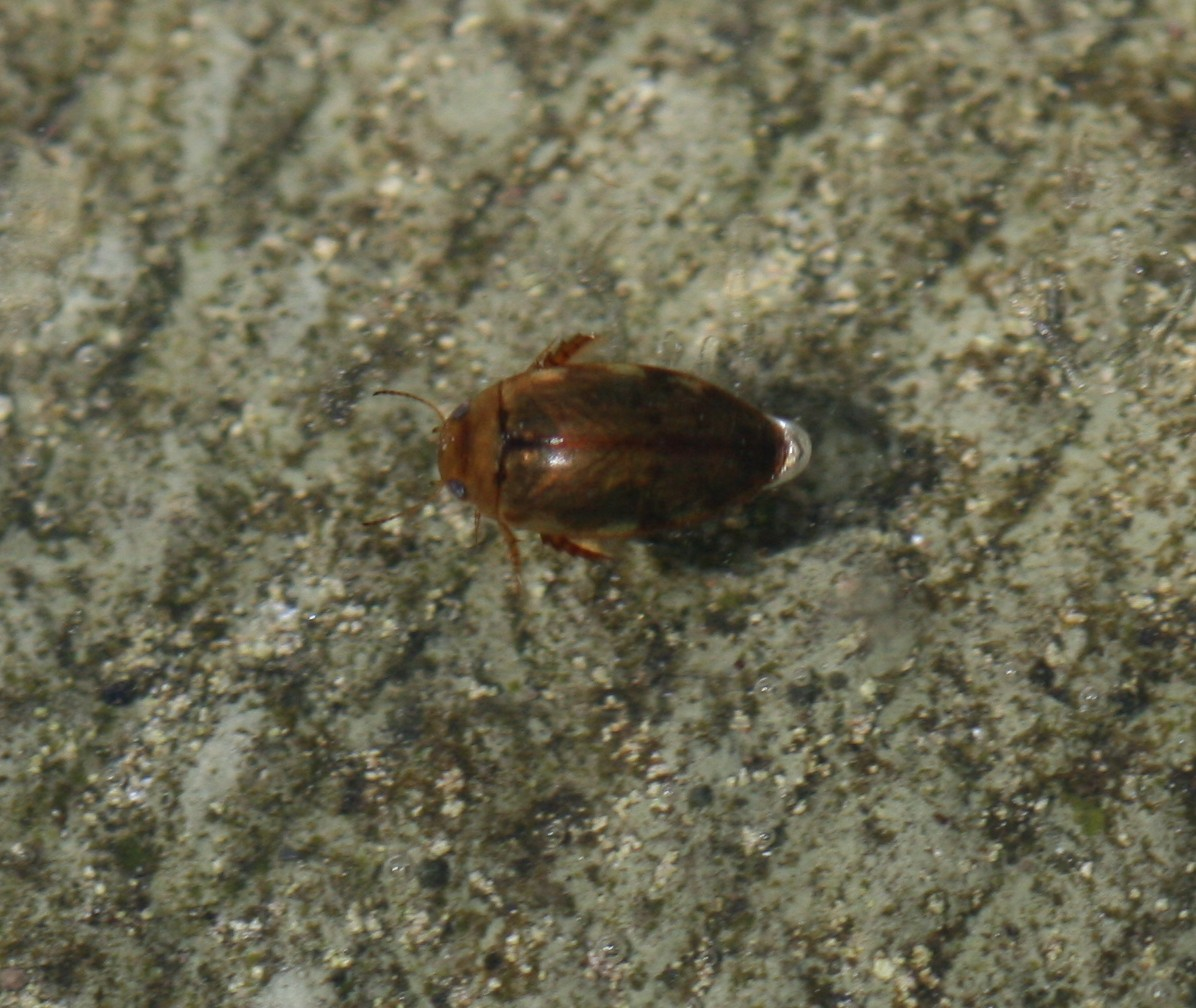
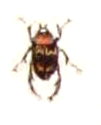
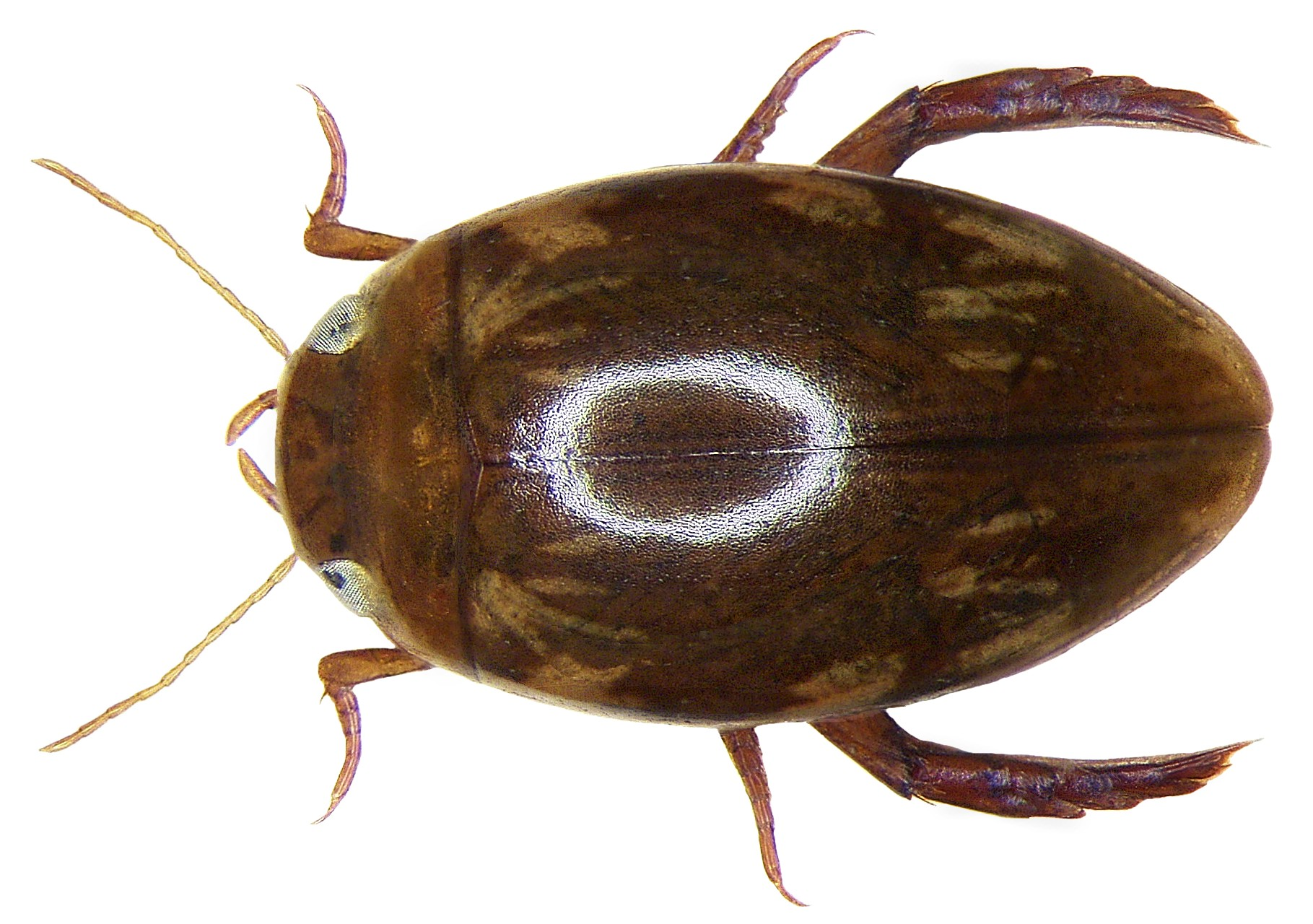

## Dottertaxa tillLaccophilus, i alfabetisk ordning[1][2]
- Laccophilus addendus
- Laccophilus adjutor
- Laccophilus adspersus
- Laccophilus aemulus
- Laccophilus aequatorius
- Laccophilus agilis
- Laccophilus alluaudi
- Laccophilus amicus
- Laccophilus amoenus
- Laccophilus angustus
- Laccophilus anticatus
- Laccophilus aurofasciatus
- Laccophilus auropictus
- Laccophilus bacchusi
- Laccophilus badeni
- Laccophilus balzani
- Laccophilus bapak
- Laccophilus baturitiensis
- Laccophilus benoiti
- Laccophilus bergeri
- Laccophilus beroni
- Laccophilus biai
- Laccophilus bicolor
- Laccophilus bifasciatus
- Laccophilus biguttatus
- Laccophilus bilardoi
- Laccophilus bilix
- Laccophilus bizonatus
- Laccophilus boukali
- Laccophilus brasiliensis
- Laccophilus brownei
- Laccophilus burgeoni
- Laccophilus caiaricus
- Laccophilus calvus
- Laccophilus canthydroides
- Laccophilus carbonelli
- Laccophilus castaneus
- Laccophilus cayennensis
- Laccophilus ceylonicus
- Laccophilus chelinus
- Laccophilus chilensis
- Laccophilus chinensis
- Laccophilus chini
- Laccophilus cingulatus
- Laccophilus clarki
- Laccophilus comes
- Laccophilus comoensis
- Laccophilus complicatus
- Laccophilus concettae
- Laccophilus concisus
- Laccophilus congener
- Laccophilus conjunctus
- Laccophilus continentalis
- Laccophilus contiro
- Laccophilus curvifasciatus
- Laccophilus cyclopis
- Laccophilus deceptor
- Laccophilus decoratus
- Laccophilus demoflysi
- Laccophilus desintegratus
- Laccophilus difficilis
- Laccophilus dikinohaseus
- Laccophilus dreheri
- Laccophilus duplex
- Laccophilus ekari
- Laccophilus elegans
- Laccophilus ellipticus
- Laccophilus epibletus
- Laccophilus epinephes
- Laccophilus epipleuricus
- Laccophilus espanyoli
- Laccophilus evanescens
- Laccophilus fasciatus
- Laccophilus filicornis
- Laccophilus flaveolus
- Laccophilus flaviventris
- Laccophilus flavopictus
- Laccophilus flavoscriptus
- Laccophilus flexuosus
- Laccophilus flores
- Laccophilus fractus
- Laccophilus fragilis
- Laccophilus freudei
- Laccophilus fumatus
- Laccophilus fuscipennis
- Laccophilus garambanus
- Laccophilus gentilis
- Laccophilus girardi
- Laccophilus gounellei
- Laccophilus grammicus
- Laccophilus grammopterus
- Laccophilus guignoti
- Laccophilus guttalis
- Laccophilus heidiae
- Laccophilus horni
- Laccophilus huastecus
- Laccophilus hyalinus
- Laccophilus immitis
- Laccophilus immundus
- Laccophilus inagua
- Laccophilus incrassatus
- Laccophilus indicus
- Laccophilus inefficiens
- Laccophilus inornatus
- Laccophilus intermedius
- Laccophilus irroratus
- Laccophilus javanicus
- Laccophilus kaensis
- Laccophilus kaszabi
- Laccophilus kempi
- Laccophilus kobensis
- Laccophilus laeticulus
- Laccophilus laetus
- Laccophilus lateralis
- Laccophilus latifrons
- Laccophilus latipennis
- Laccophilus latipes
- Laccophilus leechi
- Laccophilus leonensis
- Laccophilus lewisioides
- Laccophilus lewisius
- Laccophilus lineatus
- Laccophilus luctuosus
- Laccophilus luteosignatus
- Laccophilus macronychus
- Laccophilus maculosus
- Laccophilus mahakamensis
- Laccophilus maindroni
- Laccophilus mateui
- Laccophilus mathani
- Laccophilus medialis
- Laccophilus mediocris
- Laccophilus meii
- Laccophilus melas
- Laccophilus menieri
- Laccophilus mexicanus
- Laccophilus minutus
- Laccophilus mirabilis
- Laccophilus mistecus
- Laccophilus modestus
- Laccophilus morondavensis
- Laccophilus mutatus
- Laccophilus nakajimai
- Laccophilus nastus
- Laccophilus necopinus
- Laccophilus newtoni
- Laccophilus nigricans
- Laccophilus nigrocinctus
- Laccophilus nodieri
- Laccophilus normifer
- Laccophilus notatus
- Laccophilus nubilus
- Laccophilus oberthueri
- Laccophilus obesus
- Laccophilus obliquatus
- Laccophilus octolineatus
- Laccophilus olsoufieffi
- Laccophilus ornatus
- Laccophilus oscillator
- Laccophilus ovatus
- Laccophilus pallescens
- Laccophilus pampinatus
- Laccophilus papuanus
- Laccophilus paraguensis
- Laccophilus paranus
- Laccophilus parvulus
- Laccophilus pellucidus
- Laccophilus penes
- Laccophilus peregrinus
- Laccophilus perparvulus
- Laccophilus perplexus
- Laccophilus persimilis
- Laccophilus pictipennis
- Laccophilus pictus
- Laccophilus plagiatus
- Laccophilus planodes
- Laccophilus ploterus
- Laccophilus poecilus
- Laccophilus posticus
- Laccophilus productus
- Laccophilus propinquus
- Laccophilus proximus
- Laccophilus pseudanticatus
- Laccophilus pseudomexicanus
- Laccophilus pseustes
- Laccophilus pulcher
- Laccophilus pulicarius
- Laccophilus punctatissimus
- Laccophilus pyrraces
- Laccophilus quadrilineatus
- Laccophilus quadrimaculatus
- Laccophilus quadrisignatus
- Laccophilus quadrivittatus
- Laccophilus quindecimvittatus
- Laccophilus raitti
- Laccophilus ramuensis
- Laccophilus religatus
- Laccophilus remator
- Laccophilus remex
- Laccophilus ritsemae
- Laccophilus rivulosus
- Laccophilus rotundatus
- Laccophilus ruficollis
- Laccophilus saegeri
- Laccophilus salobrinus
- Laccophilus salvini
- Laccophilus samuelsoni
- Laccophilus sanguinosus
- Laccophilus schereri
- Laccophilus schwarzi
- Laccophilus secundus
- Laccophilus seminiger
- Laccophilus seseanus
- Laccophilus seyrigi
- Laccophilus sharpi
- Laccophilus shephardi
- Laccophilus siamensis
- Laccophilus simplex
- Laccophilus simplicistriatus
- Laccophilus simulator
- Laccophilus smithi
- Laccophilus sonorensis
- Laccophilus sordidus
- Laccophilus spangleri
- Laccophilus spergatus
- Laccophilus sublineatus
- Laccophilus subsignatus
- Laccophilus succineus
- Laccophilus suffusus
- Laccophilus taeniolatus
- Laccophilus tarsalis
- Laccophilus tavetensis
- Laccophilus testudo
- Laccophilus tigrinus
- Laccophilus tiphius
- Laccophilus tobaensis
- Laccophilus tonkinensis
- Laccophilus torquatus
- Laccophilus traili
- Laccophilus transversalis
- Laccophilus tranversus
- Laccophilus trilineola
- Laccophilus tschoffeni
- Laccophilus uncletan
- Laccophilus undatus
- Laccophilus uniformis
- Laccophilus univittatus
- Laccophilus vacaensis
- Laccophilus vagelineatus
- Laccophilus vagepictus
- Laccophilus walkeri
- Laccophilus venezuelensis
- Laccophilus venustus
- Laccophilus vermiculosus
- Laccophilus vietnamensis
- Laccophilus villiersi
- Laccophilus virgatus
- Laccophilus vitshumbii
- Laccophilus wittei
- Laccophilus wittmeri
- Laccophilus wolfei
- Laccophilus youngi
- Laccophilus yvietae